# Château des Portes
Le château des Portes est un château du XIXe siècle, qui se dresse sur le territoire de la commune française de Noyal, dans le département des Côtes-d'Armor, en Bretagne. Le château est inscrit aux monuments historiques depuis 2012.

## Historique
La construction du château, qui est du style néo-classique, date des années 1840. Le château, à savoir le logis en totalité, la cour d'honneur pour son sol d'assiette, le saut-de-loup, l'ancien jardin pour ses murs et son sol d'assiette, le portail d'entrée avec ses murs, l'avenue et les deux allées latérales pour leur sol d'assiette, le réservoir de collecte des eaux, les vestiges de l'ancienne chapelle et de l'orangerie ainsi que la grange pour ses dispositions d'origine sont inscrits au titre des monuments historiques par arrêté du 20 septembre 2012. 

## Localisation
Le château des Portes se situe sur la commune de Noyal, dans le département français des Côtes-d'Armor.